# James A. Westphal
James Adolph Westphal (* 13. Juni 1930 in Dubuque; † 8. September 2004 in Altadena) war ein US-amerikanischer Astronom und Geologe und leitete unter anderem das Team, das die erste Kamera für das Hubble Space Telescope fertigte.
1954 beendete er sein Physikstudium an der University of Tulsa mit einem Abschluss als Bachelor. 1961 kam er als senior engineer an das California Institute of Technology. Er wurde 1971 außerordentlicher Professor für planetare Wissenschaften und im Jahre 1976 Professor. 1985 wurde er in die American Academy of Arts and Sciences aufgenommen. 1991 erhielt er ein MacArthur-Stipendium.
1973 entwickelte Westphal eine höchst sensible Kamera für das 200-Inch-Hale-Teleskop, die zu jener Zeit 20 mal lichtempfindlicher war als normaler Film. Diese Kamera befindet sich heute im National Air and Space Museum.
Westphal erfand und entwickelte eine Vielzahl von Kameras, wie beispielsweise eine kleine Kamera, die man in einen Geysir oder Vulkan stecken kann oder auch Kameras, die in der Tiefsee extremen Druck aushalten. Er starb im Alter von 74 Jahren an den Folgen von Alzheimer.
Der Asteroid (6173) Jimwestphal wurde nach ihm benannt.